# 드미트리 불리킨
드미트리 올레고비치 불리킨(러시아어: Дмитрий Олегович Булыкин, Dmitri Olegovich Bulykin, 1979년 11월 20일, 러시아 SFSR 모스크바 ~ )은 러시아의 전 축구 선수이다. 현역 시절 포지션은 스트라이커였다. 유로 2004에서는 그리스를 상대로 득점을 기록했었다.

## 수상
로코모티프 모스크바
- 러시아 프리미어리그 준우승 : 1999, 2000
- 러시아 컵 : 1998-99, 1999-00

 안데를레흐트
- 2008-09 주필러 리그 준우승
- 2010년 벨기에 슈퍼컵 우승

 아약스
- 2011-12 에레디비시 우승